# Torneo de Kuala Lumpur 2015
El Proton Malaysian Open 2015 es un torneo de tenis. Pertenece al ATP Tour 2015 en la categoría ATP World Tour 250. El torneo tendrá lugar en la ciudad de Kuala Lumpur, Malasia, desde el 28 de septiembre hasta el 4 de octubre de 2015 sobre canchas duras.

## Cabezas de serie
| Tenista         | Ranking | No. |
| David Ferrer    | 8       | 1   |
| Feliciano López | 16      | 2   |
| Ivo Karlović    | 18      | 3   |
| Grigor Dimitrov | 19      | 4   |
| Viktor Troicki  | 22      | 5   |
| Jérémy Chardy   | 26      | 6   |
| Nick Kyrgios    | 42      | 7   |
| Vasek Pospisil  | 46      | 8   |

- Los cabezas de serie, están basados en el ranking ATP del 21 de septiembre de 2015.

### Dobles masculinos
| Tenista                    | Ranking | Preclasificada |
| Raven Klaasen Rajeev Ram   | 72      | 1              |
| Treat Huey Henri Kontinen  | 77      | 2              |
| Eric Butorac Scott Lipsky  | 86      | 3              |
| Andre Begemann Artem Sitak | 102     | 4              |

## Campeones

### Individual Masculino
David Ferrer venció a  Feliciano López por 7-5, 7-5

### Dobles Masculino
Treat Huey /  Henri Kontinen vencieron a  Raven Klaasen /  Rajeev Ram por 7-6(4), 6-2